# Adelphochernes mindanensis
Adelphochernes mindanensis es una especie de arácnido  del orden Pseudoscorpionida de la familia Chernetidae.

## Distribución geográfica
Es endémica de Mindanao (Filipinas).